# スー・バード
スー・バード（Sue Bird）ことスザンヌ・ブリジット・バード（Suzanne Brigit Bird、1980年10月16日 - ）は、アメリカ合衆国・ニューヨーク州出身の女子バスケットボール選手である。ポジションはポイントガード。WNBA・シアトル・ストーム所属。

## 来歴
父親はイタリア出身のロシア系ユダヤ人。シオセット高校、クライスト・ザ・キング・リージョナル高校などでプレーした。
コネチカット大学では、2000年と2002年にNCAAタイトルをもたらし、2002年ネイスミス賞及びMVPなど多くの個人タイトルも受賞。
2002年、WNBAドラフトで全体1位指名を受け、シアトル・ストームに入団。PGの全体1位指名はWNBA史上初であった。1年目より活躍を見せ、オールスターにも出場。チーム初のプレーオフ進出にも貢献した。新人王は逃したものの、ルーキーより4年連続でファーストチームに選出される。2004年にはWNBA初優勝を飾る。
ナショナルチームにも選ばれ、2002年世界選手権、アテネ・北京五輪、2010年世界選手権で金メダルを獲得。
2006年、WNBAオールディケイドチームに選ばれる。
WNBAオフにもロシアリーグでプレー。2004-05はストームのチームメイトであるカミーラ・ヴォディチコヴァとともにZBKディナモ・モスクワに所属。翌シーズンもプレーしプレーオフを経験。
2006-07はWBCスパルタク・モスクワに移籍。国内リーグ・ユーロリーグの2冠を獲得する。
2017年7月20日、レズビアンであることを公表。サッカー選手のミーガン・ラピノーと数ヶ月間交際していたことも明らかにした。彼女は2020年10月30日にラピノーとの婚約を発表した。

## 経歴

### 大学
- 1998-2002 : コネチカット大学

### WNBA
- 2002- : シアトル・ストーム